# Gorczewo
Gorczewo (bułg. Горчево) – wieś w Bułgarii, w obwodzie Błagojewgrad, w gminie Petricz. Według danych szacunkowych Ujednoliconego Systemu Ewidencji Ludności oraz Usług Administracyjnych dla Ludności, 15 czerwca 2020 roku miejscowość liczyła 3 mieszkańców.

## Osoby związane z miejscowością

### Urodzeni
- Marko Trajkow (1837–1914) – bułgarski wojownik czety Miładina Trenczewa[2]